# Dewoitine D.520
Dewoitine D.520 – francuski samolot myśliwski zaprojektowany i zbudowany w 1938 roku w wytwórni lotniczej SNCA (Société nationale des constructions aéronautiques du Midi) na południu Francji.
Najnowocześniejszy francuski myśliwiec w czasie II wojny światowej.

## Historia
W 1936 roku francuski konstruktor Emil Dewoitine w państwowej wytwórni lotniczej SNCA  zaprojektował samolot myśliwski, który został oznaczony jako Dewoitine D.520.
Pierwszy prototyp tego samolotu oznaczony jako D.520.01 został oblatany w dniu 1 października 1938 roku na lotnisku w Tuluzie przez francuskiego pilota akrobacyjnego Marcela Doret. Prototyp ten był napędzany silnikiem rzędowym Hispano-Suiza HS-12V-21 o mocy 860 KM, miał skrzydła ze skrzelami i drewniane śmigło. Ponieważ miał słabe osiągi zamontowano w nim mocniejszy silnik Hispano-Suiza HS-12V-29 i wówczas prototyp osiągnął prędkość 520 km/h, co było już prędkością zadowalającą. W styczniu 1939 roku oblatano drugi prototyp D.520.02, w którym usunięto usterki stwierdzone w pierwszym prototypie oraz zastosowano metalowe trójłopatowe śmigło. W prototypie tym zamontowano także uzbrojenie. Drugi prototyp w locie nurkowym osiągnął prędkość 825 km/h. Zbudowano jeszcze jeden prototyp oznaczony jako D.520.03, który poddano próbie w locie. 

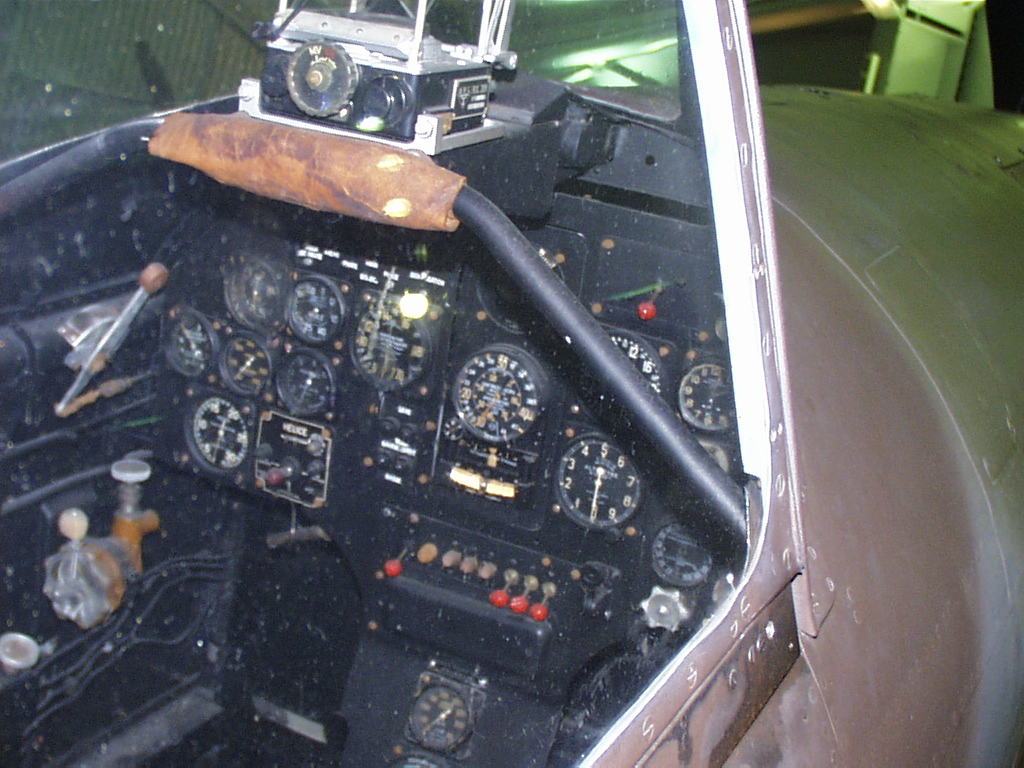
Kokpit

Ponieważ wszystkie próby zakończyły się pomyślnie, w marcu 1939 roku samolot skierowano do produkcji seryjnej, oznaczając go jako Dewoitine D.520C1. Początkowo w kwietniu 1939 roku zamówiono 200 samolotów tego typu, ale następnie zwiększano zamówienie i ostatecznie w kwietniu 1940 roku zamówienie opiewało na 2200 samolotów Dewoitine D.520 dla francuskiego lotnictwa lądowego i 120 samolotów dla lotnictwa marynarki wojennej. Pierwszy samolot seryjny oblatany został w dniu 2 listopada 1939 roku i od tego momentu samoloty te były wprowadzane do jednostek francuskich.
Po klęsce Francji w dniu 19 czerwca 1940 roku samoloty te nadal były produkowane dla potrzeb lotnictwa rządu Vichy, a nawet po zajęciu Paryża w 1942 roku nadal je produkowano, przy czym część z nich trafiła do jednostek treningowych Luftwaffe, a reszta do lotnictwa włoskiego, bułgarskiego i rumuńskiego. Ostatecznie produkcję tych samolotów przerwano w 1945 roku. Łącznie wyprodukowano 755 samolotów myśliwskich Dewoitine D.520C1.

## Użycie w lotnictwie

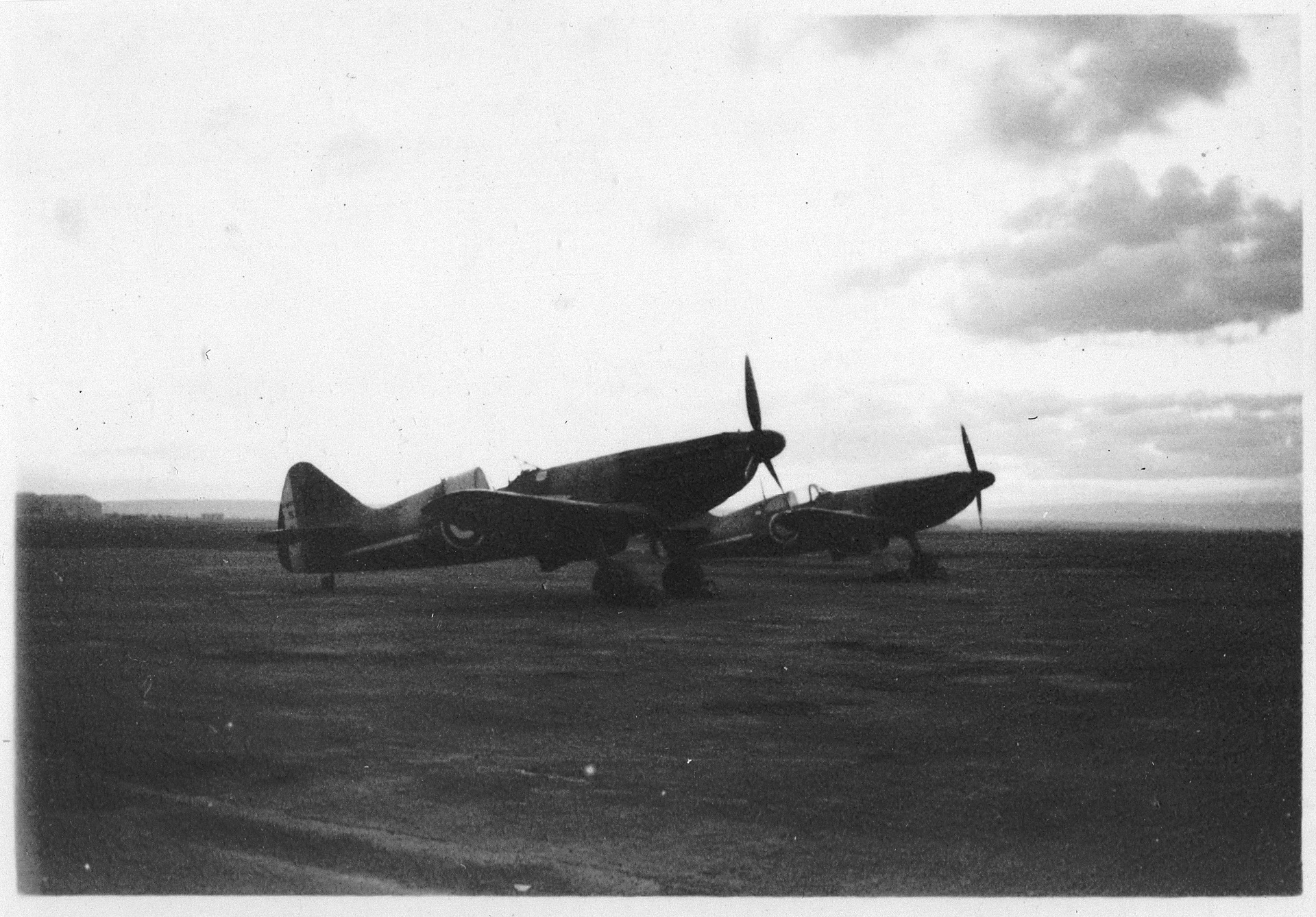
D.520.

Samoloty myśliwskie Dewoitine D.520C1 zaczęto wprowadzać do lotnictwa francuskiego na początku 1940 roku. W chwili rozpoczęcia ataku Niemiec na Francję w dniu 10 maja 1940 roku, dysponował tymi samolotami tylko francuski I/3 dywizjon myśliwski, który posiadał 36 samolotów tego typu. Po raz pierwszy do walki posłano myśliwce D.520 ( GC I/3 ) 14 maja, nad Sedan, gdzie przypisuje się im zniszczenie dwóch niemieckich bombowców oraz jednego Bf 110. Podczas francuskiego kontrataku na Cambrai 22 maja, myśliwce D.520 ( GC II/3 ) wraz z H-75A1 ( GC I/4 ) zdołały zestrzelić 12 niemieckich samolotów, w tym osiem Ju 87 Stuka. 3 czerwca D.520 z GC I/3 podczas obrony Paryża zestrzeliły jednego Bf 109 i uszkodziły trzy bombowce za cenę utraty dwóch własnych maszyn. Kapitan Werner Mölders, dowodzący III/JG 53, 5 czerwca podczas popołudniowego ,,wymiatania" na zachód od Compiègne wpadł w kłopoty, gdy zaskoczyło go osiem Francuskich D.520 z GC II/7. Podporucznik René Pomier-Layrargues ostrzelał Bf 109 Möldersa i zmusił go do ratowania się na spadochronie. 9 czerwca, D.520 z GC I/3, działające na południe od Soissons zgłosiły 12 zestrzeleń za utratę, tylko jednego samolotu. 13 Czerwca, Włosi przeprowadzili dwa naloty na obiekty koło Tulonu. W pierwszym 10 bombowców BR.20 próbowało zbombardować bazę lotnictwa morskiego w Hyères, ale przechwyciły je D.520 z GC III/6. Podporucznik Pierre Le Gloan strącił dwa bombowce, a pozostałe zaś się rozproszyły. Rankiem 15 czerwca 27 włoskich CR.42 uderzyło na dwa lotniska AdA koło Tulonu, niszcząc na ziemi trzy myśliwce D.520 z GC III/6. Podporucznik Le Gloan zdołał wystartować z dwójką innych pilotów i zestrzelił cztery CR.42. W drodze powrotnej do bazy Le Gloan natknął się na samotny bombowiec BR.20, który zestrzelił. Le Gloan zestrzelił pięć włoskich samolotów w ciągu 45 minut. Jeszcze w czasie kampanii francuskiej w samoloty tego typu kompletnie wyposażono cztery dalsze dywizjony myśliwskie. Dywizjony te miały dobre wyniki, gdyż ich piloci zestrzelili łącznie 114 samolotów niemieckich.
W czerwcu 1940 roku kilka francuskich jednostek wyposażonych w te samoloty przeleciało do Afryki Północnej, aby dalej walczyć z Niemcami. Natomiast w lotnictwie rządu Vichy w samoloty Dewoitine D.520C1 było wyposażonych dziewięć dywizjonów myśliwskich.
Po zajęciu w 1942 roku całej Francji przez Niemców, samoloty te zostały wprowadzone do dwóch jednostek treningowych Luftwaffe, a ok. 60 samolotów przekazano lotnictwu włoskiemu i ok. 100 siłom powietrznym Bułgarii i Rumunii.
W sierpniu 1944 roku, po zajęciu Tuluzy przez wojska alianckie, oblatywacz tego samolotu Marcel Doret zorganizował dywizjon myśliwski GC-I/B wyposażony w te samoloty, który walczył z Niemcami w końcowej fazie wojny.
Samoloty Dewoitine D.520 były używane w lotnictwie francuskim do 1953 roku.

## Użycie w lotnictwie polskim
Samoloty Dewoitine D.520C1 były używane przez polskich pilotów walczących we Francji, łącznie używali oni 26 samolotów tego typu. Piloci walczyli w ramach kluczy we francuskich dywizjonach myśliwskich oraz kluczy broniących fabryk. Taki klucz walczący w ramach francuskiego 3/2 dywizjonu francuskiego, dowodzony przez kpt. pil. Jana Pentza stoczył prawdopodobnie ostatnią walkę powietrzną w czasie kampanii francuskiej zestrzeliwując 18 czerwca 1940 roku niemiecki samolot bombowy Heinkel He 111.

## Opis konstrukcji
Samolot Dewoitine D.520C1 był jednomiejscowym samolotem myśliwskim, dolnopłatem wolnonośnym o konstrukcji całkowicie metalowej, półskorupowej. Podwozie klasyczne – chowane w locie, z kółkiem ogonowym stałym. Napęd – silnik rzędowy tłokowy, śmigło metalowe, trójłopatowe.